# Jardim de sombra

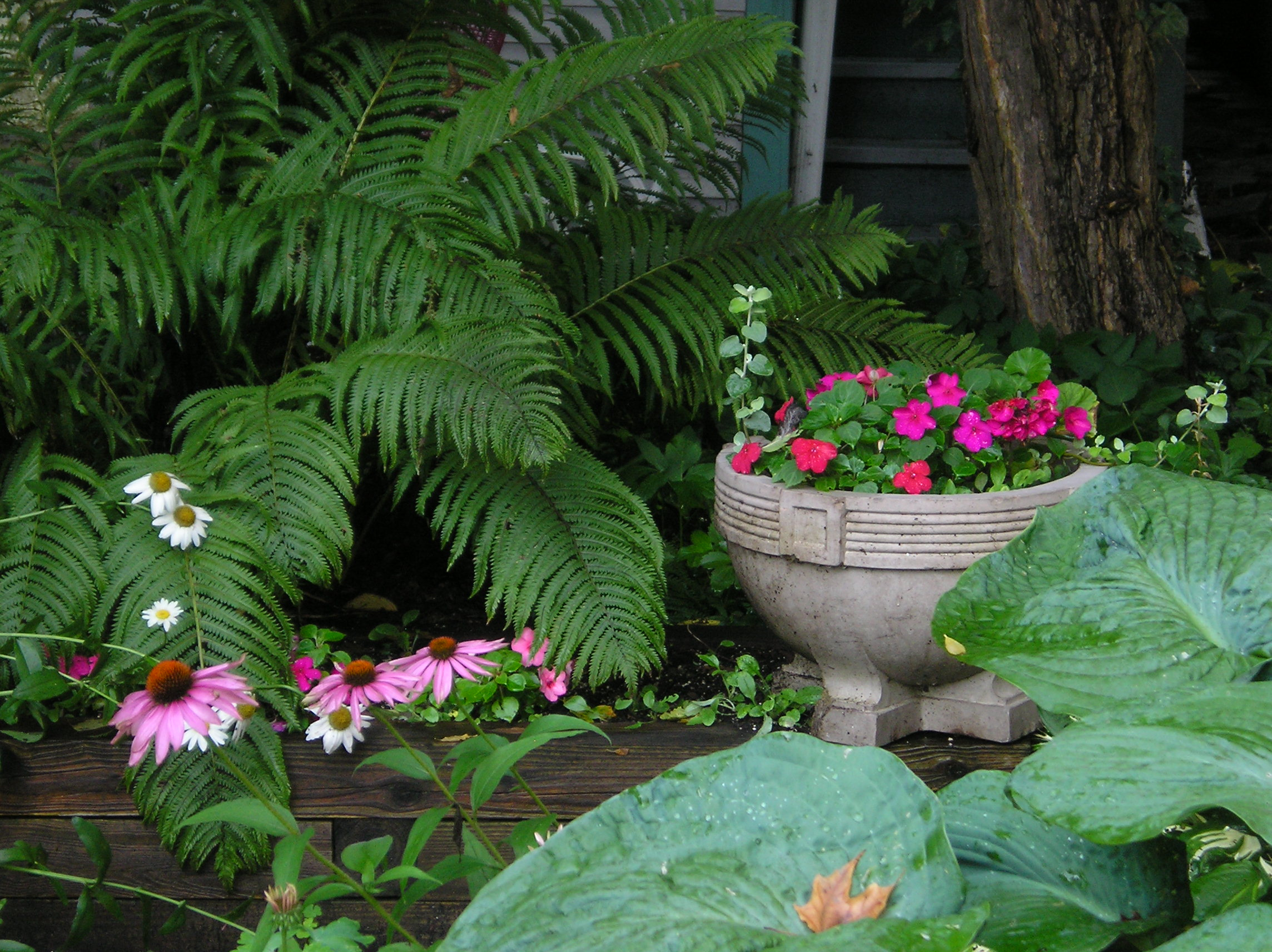
Jardim de sombra

Jardins de sombra são jardins cultivados em áreas com pouca ou sem luz solar direta. Podem ocorrer embaixo de árvores, bem como próximos a fachadas pouco iluminadas de construções.
Esse estilo de jardim apresenta alguns desafios, em parte porque apenas algumas plantas são capazes de se desenvolver em condições de sombreamento, havendo competição entre elas por luz. Muito poucas plantas comestíveis crescem bem à sombra, esse tipo de jardim serve normalmente como ornamental. Do mesmo modo, cultivar flores pode ser difícil na sombra.